# Транспилорична раван
Транспилорична раван  такође познат и као Адисонова раван, у људској антомији је замишљен хоризонтална раван, смештен на пола пута између супрастерналног уреза манубријума и горње границе пубичне симфизе у нивоу првог слабинског (С1) или лумбалног пршљена (Л1). Лежи отприлике у ширини руке испод ксифоидног наставка грудне кости  или на пола пута између ксифоидног наставка и пупка. Раван у већини случајева пресеца пилорус желуца, врхове деветог ребрене хрскавице а доња граница јој је први слабински (лумбални пршљен).

## Историја
Транспилорична раван која служи као просторна референца која олакшава опис и лоцирање органа и структура тела, осмишљена је након тродимензионалног мапирања трбуха (абдомена) заснованог на више од 10.000 мерења извршених на 40 тела, које је обавио хирург Виконт Адисон  (енгл. Sir Christopher, Viscount Addison of Stallingborough (1869 - 1951)) на прелазу у 20. век. 
Адисон је свој налаз  објавио у раду под насловом „О анатомској топографији трбушних нутрина код човека, посебно гастроинтестиналног канала“ (енгл. On the anatomical topography of the abdominal viscera in man, especially the gastro-intestinal canal) у којем је успоставио основу за анатомију трбуха користечи се мапом Земље.   Користећи супрастернални зарез као северни пол трупа и горњу границу пубичне симфизе као јужни пол, он је нацртао вертикалну линију која спаја ове две тачке као неку врсту меридијана. На средини меридијана, он је затим нацртао окомиту линију која одговара екватору. Како је ова попречна раван прелазила пилорус, он јој де дао  име транспилорична раван.

## Анатомија и значај
Транспилорична раван је клинички значајна јер пролази кроз неколико важних трбушних (абдоминалних) структура и дели супраколични и инфраколични одељак, са јетром, слезином и фундусом желуца који је изнад  ње и танког црева и дебелог црева који су испод ње.

### Лумбални пршљен и кичмена мождина
Први лумбални пршљен лежи у нивоу транспилоричне равни. Упркос томе што се сматра да се медуларни конус, крај кичмене мождине, он се завршава на нивоу транспилоричне равни, иако постоји значајна варијабилнос, јер се код око 40% људи кичмена мождина завршава испод транспилоричне равни.

### Трбух
Транспилоричнана раван пролази кроз пилорус желуца, упркос томе што је он обешена за мањи и већи оментум и релативно је покретан.

### Дуоденум
Хоризонтални део дванаестопалачног црева се нагиње нагоре лево од вертикалне средње линије, и пратећи је вертикално његов узлазни део достиже транспилоричну раван. Завршава се у дуоденојејуналном споју, који лежи приближно 2,5 цм лево од средње линије и одмах испод транспилилориочне равни.

### Панкреас
Врат панкреаса лежи у транспилоричној равни, док су тело и реп лево и изнад ње.

### Жучна кеса
Фундус жучне кесе излази изван доње границе јетре на пресеку транспилоричне равни и десне бочне средње линије.

### Бубрези
Упркос томе што десни бубрег лежи 1 цм ниже од левог бубрега (десни је одмах испод, а леви непосредно изнад равни) док су хилуси бубрега са леве и десне стране на око 5 цм од вертикалне средње линије и налази се у транспилоричној  равни.

### Васкулатура
Горња мезентерична артерија излази из аорте на нивоу транспилоричне равни на излазу између главе и врата панкреаса.
Горња мезентерична вена која се спаја са веном слезине формира порталну вену која је на нивоу транспилоричне равни.

### Слезина
Доња граница слезине лежи близу транспилоричнене равни.

### Друге структуре
Од осталих структура у нивоу транспилоричне равни се налазе:
- лева и десна кривина (флексура) дебелог црева (колона)[2]
- корен попречног мезоколона.[2]
- цистерна хилуса (која се улива у торакални канал).[9]

## Галерија
- Површинске пројекције органа трупа, са транспилоричном равни назначеном на Л1 пршљену.
- Предњи поглед на торакалне и трбушне део утробе:
а. средишња раван.
б. сагитална раван
ц. интертуберкуларна раван 
д. субребарна раван
и. транспилорична раван.
- Фронтални део трбуха, са површинским ознакама за артерије и ингвинални канал